# Ловћенац
Ловћенац (мађ. Szeghegy) насеље је у Србији, у општини Мали Иђош, у Севернобачком округу. Према попису из 2022. има 2585 становника (према попису из 2011. било је 3161 становника).
Овде се налази ФК Његош Ловћенац.

## Назив места
Првобитно место се звало Секић, али после Другог светског рата досељеници из Црне Горе су променили име места у Ловћенац.
Оригинално име места је било Сегхеђ, али и мађарска популација је користила популарнију српску верзију Секић и искварену верзију Сикић коју су користили Немци.

## Историја
Секић се први пут спомиње 1476. године и било је насељено Србима. Немци су се доселили 1786. године и то са разних страна и то је била група позната под именом Дунавске Швабе.
На свом врхунцу, село је бројало око 6.000 становника, већином Немаца. Након Другог светског рата, Немци су избегли, а село је насељено колонистима из Црне Горе, који сада чине већинско становништво.
Током 1944–1946. овде је био логор за Немце у Секићу.

## Демографија
У насељу Ловћенац живи 2859 пунолетних становника, а просечна старост становништва износи 38,5 година (37,1 код мушкараца и 39,8 код жена). У насељу има 1149 домаћинстава, а просечан број чланова по домаћинству је 3,21.
Становништво у овом насељу веома је нехомогено.
|             | \| Демографија[2] \| Демографија[2] \| Демографија[2] \| \| Година \| Становника \| Становника \| \| -------------- \| -------------- \| -------------- \| \| 1948. \| 4.791 \| \| \| 1953. \| 4.413 \| \| \| 1961. \| 4.800 \| \| \| 1971. \| 4.159 \| \| \| 1981. \| 4.016 \| \| \| 1991. \| 4.049 \| 3.966 \| \| 2002. \| 3.693 \| 3.763 \| \| 2011. \| 3.161 \| \| \| 2022. \| 2.585 \| \| |            |
| Демографија | |            |
| Година      | Становника | Становника |
| 1948.       | 4.791 |            |
| 1953.       | 4.413 |            |
| 1961.       | 4.800 |            |
| 1971.       | 4.159 |            |
| 1981.       | 4.016 |            |
| 1991.       | 4.049 | 3.966      |
| 2002.       | 3.693 | 3.763      |
| 2011.       | 3.161 |            |
| 2022.       | 2.585 |            |

| Етнички састав према попису из 2022.‍ | Етнички састав према попису из 2022.‍ | Етнички састав према попису из 2022.‍ | Етнички састав према попису из 2022.‍ | Етнички састав према попису из 2022.‍ |
| ------------------------------------ | ------------------------------------ | ------------------------------------ | ------------------------------------ | ------------------------------------ |
|                                      |                                      |                                      |                                      |                                      |
| Срби                                 | Срби                                 |                                      | 1.249                                | 48,31%                               |
| Црногорци                            | Црногорци                            |                                      | 965                                  | 37,33%                               |
| Мађари                               | Мађари                               |                                      | 93                                   | 3,59%                                |
| Роми                                 | Роми                                 |                                      | 12                                   | 0,46%                                |
| Македонци                            | Македонци                            |                                      | 10                                   | 0,38%                                |
| Југословени                          | Југословени                          |                                      | 9                                    | 0,34%                                |
| Русини                               | Русини                               |                                      | 9                                    | 0,34%                                |
| Хрвати                               | Хрвати                               |                                      | 8                                    | 0,31%                                |
| Украјинци                            | Украјинци                            |                                      | 7                                    | 0,27%                                |
| Муслимани                            | Муслимани                            |                                      | 3                                    | 0,11%                                |
| остали                               | остали                               |                                      | 39                                   | 1,50%                                |
| Регионална припадност                | Регионална припадност                |                                      | 10                                   | 0,38%                                |
| непознато                            | непознато                            |                                      | 75                                   | 2,90%                                |
| неизјашњени                          | неизјашњени                          |                                      | 93                                   | 3,59%                                |
| укупно: 2.585                        |                                      |                                      |                                      |                                      |

| Година пописа     | 1948. | 1953. | 1961. | 1971. | 1981. | 1991. | 2002. |
| ----------------- | ----- | ----- | ----- | ----- | ----- | ----- | ----- |
| Број домаћинстава | 1.045 | 1.027 | 1.306 | 1.075 | 1.108 | 1.176 | 1.149 |

| Број чланова      | 1   | 2   | 3   | 4   | 5   | 6  | 7  | 8 | 9 | 10 и више | Просек |
| ----------------- | --- | --- | --- | --- | --- | -- | -- | - | - | --------- | ------ |
| Број домаћинстава | 214 | 244 | 189 | 249 | 149 | 67 | 26 | 4 | 5 | 2         | 3,21   |

| Пол    | Укупно | Неожењен/Неудата | Ожењен/Удата | Удовац/Удовица | Разведен/Разведена | Непознато |
| ------ | ------ | ---------------- | ------------ | -------------- | ------------------ | --------- |
| Мушки  | 1.453  | 517              | 824          | 67             | 45                 | 0         |
| Женски | 1.591  | 398              | 839          | 299            | 49                 | 6         |
| УКУПНО | 3.044  | 915              | 1.663        | 366            | 94                 | 6         |

| Пол    | Укупно                    | Пољопривреда, лов и шумарство | Рибарство                            | Вађење руде и камена | Прерађивачка индустрија       |
| ------ | ------------------------- | ----------------------------- | ------------------------------------ | -------------------- | ----------------------------- |
| Мушки  | 574                       | 221                           | 0                                    | 0                    | 168                           |
| Женски | 423                       | 103                           | 0                                    | 0                    | 122                           |
| УКУПНО | 997                       | 324                           | 0                                    | 0                    | 290                           |
| Пол    | Производња и снабдевање   | Грађевинарство                | Трговина                             | Хотели и ресторани   | Саобраћај, складиштење и везе |
| Мушки  | 2                         | 16                            | 46                                   | 9                    | 40                            |
| Женски | 1                         | 0                             | 49                                   | 8                    | 7                             |
| УКУПНО | 3                         | 16                            | 95                                   | 17                   | 47                            |
| Пол    | Финансијско посредовање   | Некретнине                    | Државна управа и одбрана             | Образовање           | Здравствени и социјални рад   |
| Мушки  | 5                         | 2                             | 39                                   | 17                   | 4                             |
| Женски | 14                        | 5                             | 17                                   | 43                   | 48                            |
| УКУПНО | 19                        | 7                             | 56                                   | 60                   | 52                            |
| Пол    | Остале услужне активности | Приватна домаћинства          | Екстериторијалне организације и тела | Непознато            | Непознато                     |
| Мушки  | 4                         | 0                             | 0                                    | 1                    | 1                             |
| Женски | 4                         | 0                             | 0                                    | 2                    | 2                             |
| УКУПНО | 8                         | 0                             | 0                                    | 3                    | 3                             |

## Галерија
- Типична швапска кућа у Ловћенцу
- Железничка станица 2003.
- Меморијални споменик подигнут 1895. за погинуле у бици између Хрвата и Мађара 1849. године
- Амблем немачке дијаспоре пореклом из Ловћенца (Sekitsch) са годином бивствовања
- Секић добија пошту 1872.